# Ajax (Coventry)
Ajax is een historisch Engels merk van motorfietsen.
De bedrijfsnaam was Ajax Motor Manufacturers Ltd., Coventry.
Ajax had een kleine productie van lichte motorfietsen met inbouwmotoren van Villiers (147-, 247- en 269 cc) en Blackburne (346 cc). Men gebruikte Abion versnellingsbakken. De productie begon in 1923, maar door de slechte economische situatie moest ze in 1924 alweer gestaakt worden.